# Escola Superior de Propaganda e Marketing
A Escola Superior de Propaganda e Marketing (ESPM) é uma Instituição de ensino superior do Brasil fundada em 1951, situada em São Paulo, Rio de Janeiro, Porto Alegre e Florianópolis. 
A Instituição é tida como a principal faculdade de Marketing e Publicidade e Propaganda do Brasil e tem como missão "Formar líderes capazes de transformar negócios". O curso de publicidade da ESPM-SP é primeiro colocado no Ranking Universitário da Folha pela avaliação do mercado, e terceiro colocado pela avaliação de ensino. 
Em outubro de 2024, com a queda no número de alunos, a ESPM anunciou o encerramento dos cursos de graduação em Porto Alegre, mantendo os cursos de pós-graduação, extensão e educação executiva.

## Graduação e Pós-Graduação Lato Sensu
A escola tem cerca de 10.000 alunos de graduação e pós-graduação e mais de 600 professores. 
A Escola possui os seguintes cursos de graduação, divididos entre seus campi: Administração, Ciência de Dados e Negócios, Ciências Sociais e do Consumo, Cinema e Audiovisual, Design, Jornalismo, Comunicação e Publicidade, Relações Internacionais e Sistemas de Informação.
A instituição oferece cursos de pos-graduação Lato Sensu (Especialização) nas modaliades: Certificate, MBA, Master e Cursos Dynamic (Trilha Pos-Graduação) nas áreas de:
- Comunicação e Novas Mídias;
- Consumo e Experiência do Consumidor;
- Criatividade e Inovação em Negócios;
- Gestão de Marketing Digital e Data Science;
- Liderança, Pessoas e Cultura Organizacional;
- Marketing Estratégia e Gestão.

## Pos-graduação Stricto Sensu
A ESPM possui os seguintes cursos de mestrado e doutorado:
- Mestrado e Doutorado em Comunicação e Práticas de Consumo (PPGCOM)
- Mestrado e Doutorado em Administração (PPGA)
- Mestrado e Doutorado Profissional em Comportamento do Consumidor (MPCC)
- Mestrado e Doutorado Profissional em Economia Criativa, Estratégia e Inovação (PPGECEI)

## Entidades Estudantis
A ESPM São Paulo possui as seguintes entidades estudantis:
- Arenas ESPM: Uma agência experimental de publicidade.

- Associação Atlética Acadêmica ESPM: A Atlética ESPM, fundada em 1991, é a entidade responsável por promover o esporte dentro e fora da instituição, organizando eventos esportivos internos e externos, como o Economíadas e o IntegraMix, entre outros eventos interfaculdades. Além disso, organiza também eventos sociais e acadêmicos.
- Centro Acadêmico 4 de Dezembro (CA4D): Entidade estudantil que representa os estudantes de Ciências Sociais e do Consumo, Design, Jornalismo e Publicidade e Propaganda da ESPM.
- Design Lab: Uma estrutura exclusiva do curso de Design, que oferece aos estudantes a chance de aprimorar projetos destinados a clientes externos.
- Diretório Acadêmico Guerreiro Ramos (DAGR): Entidade estudantil que representa os estudantes de Administração, Relações Internacionais e TECH.
- ESPM Jr.: Uma das primeiras empresas juniores do Brasil, fundada em 1991, é uma consultoria formada pelos alunos da faculdade e especializada e referência em soluções de Marketing e Comunicação entre as EJs do Brasil. Atende empreendedores e empresas reais, dos mais variados tamanhos.
- Global Jr.: Empresa júnior do curso de Relações Internacionais, gerenciada por estudantes e orientada por professores. Encurta as distâncias entre empresas e mercado, por meio de consultorias.
- ESPM Social: Desenvolve gratuitamente projetos para ONGs, aplicando os conhecimentos adquiridos em sala de aula.
- Portal de jornalismo: Núcleo simulando uma redação, formada por estudantes de jornalismo.
- TV Pixel: Entidade na qual os estudantes exploram as áreas de criação e audiovisual se reunindo para produzir e veicular semanalmente vídeos sobre os principais eventos e acontecimentos da ESPM.
- Risk Analysis for International Affairs (RAIA): Grupo de pesquisa do curso de Relações Internacionais, que fornece análises sobre o impacto de riscos nos negócios internacionais, desenvolvendo metodologias próprias para mapear e analisar riscos globais, elaborar estudos sobre conjuntura internacional e organizar eventos sobre o tema.

## Ex-Alunos Ilustres
- Ana Clara Lima, repórter, apresentadora e atrz brasileira
- Dan Stulbach, ator, apresentador, diretor e radialista brasileiro
- Daniel Rezende, editor e diretor de cinema
- David Miranda, político brasileiro
- Didi Wagner, apresentadora brasileira
- Fábio Porchat, comediante, apresentador, ator, diretor e roteirista brasileiro
- Juliana Paes, atriz brasileira.
- Mara Gabrilli, politica brasileira
- Zeca Camargo, jornalista, apresentador e escritor brasileiro